# Bibliothèque des Arts décoratifs
 (décembre 2011).
Si vous disposez d'ouvrages ou d'articles de référence ou si vous connaissez des sites web de qualité traitant du thème abordé ici, merci de compléter l'article en donnant les références utiles à sa vérifiabilité et en les liant à la section « Notes et références ».
La bibliothèque des Arts décoratifs est une bibliothèque française spécialisée dans les domaines des arts décoratifs, du design, des arts graphiques, de l’architecture, de l’histoire de l’art, de l’art des jardins, du costume et de la mode. La bibliothèque est une composante des Arts décoratifs.

## Historique

### De la bibliothèque d’art et d’industrie à la bibliothèque des Arts décoratifs
La bibliothèque des Arts décoratifs est créée en 1864 par l’Union centrale des beaux-arts appliquées à l’industrie. Cette association avait été fondée par des représentants des industries d’art pour exciter l’émulation des artistes dont les travaux, tout en vulgarisant le sentiment du beau et en améliorant le goût du public, tendent à conserver à nos industries d’art, dans le monde entier, leur vieille et juste prééminence aujourd’hui menacée » face à la montée en puissance de l’Angleterre. La bibliothèque fait partie d’un programme d’éducation des artisans qui comporte la création d’un musée rétrospectif, de cours spéciaux et l’organisation d’expositions « présentant à l’étude de belles applications de l’art à l’industrie ». Elle est située place des Vosges à Paris, à proximité du faubourg Saint-Antoine et des artisans à laquelle elle est  destinée.
En 1882, l’Union centrale des beaux-arts appliqués à l’industrie fusionne avec la Société du musée des arts décoratifs pour donner naissance à l’Union centrale des Arts décoratifs. En 1892, la bibliothèque, qui s’appelle encore la bibliothèque d’art et d’industrie, comporte 6 000 ouvrages essentiellement sur l’art décoratif et les industries artistiques, une collection encyclopédique de 250 000 gravures et photographies qui ne porte pas encore le nom de son créateur Jules Maciet,  90 000 dessins, 250 000 échantillons textiles et des recueils de modèles de papiers peints.

### 1904, la bibliothèque s’installerue de Rivoli
En 1904 la bibliothèque déménage au palais du Louvre et s’installe dans ses locaux actuels, au rez-de-chaussée de l’aile et du pavillon de Marsan. En déménageant, elle s’éloigne de son public primitif et se rapproche des musées, de l’enseignement de l’art et des marchands qui vont à partir de ce moment composer une partie de plus en plus importante des lecteurs.
Au fil des années, certaines des collections d’origine vont quitter la bibliothèque pour rejoindre celles du musée et constituer le cabinet des dessins (désormais cabinet des arts graphiques), le département des papiers peints, le musée de l’affiche (devenu musée de la publicité). Enfin, la collection d’échantillons textiles vint rejoindre ceux du musée de la mode et du textile.

### 2002, réouverture de la bibliothèque
En 1996, la bibliothèque ferme ses portes pour travaux. Elle ne rouvre qu’en 2002, mais avec une salle rénovée et un catalogue entièrement informatisé. Si les missions de la bibliothèque, conçue à l’origine comme un vaste conservatoire des formes à l’usage des artisans et des manufacturiers, continuent à conserver toute documentation, livres mais aussi littérature grise et éphémères sur l’art industriel ou les productions en série, elle n’en est pas moins un lieu de références pour les étudiants et chercheurs en histoire de l’art, des arts décoratifs, du design, de la mode et de la publicité.

## Collections
Au fil du temps, les fonds de la bibliothèque n’ont cessé de s’accroître. Leur richesse est exceptionnelle dans les domaines des arts décoratifs, arts graphiques, architecture, design, costume et mode, histoire de l’art et art des jardins.
Ouvrages imprimés
110 000 ouvrages imprimés, monographies, catalogues d’exposition, dont : 
- 1 500 livrets de Salons,
- 1 900 documents relatifs aux Expositions universelles,
- 10 000 ouvrages précieux du XVe au XXIe siècle, parmi lesquels :
  - un fonds de recueils de modèles d’Art décoratif du XVIe au XXe siècle
  - un fonds de 242 traités d’architecture du XVIe au XVIIIe siècle dont une très belle collection des traités italiens ayant refondé l’architecture à la Renaissance
- le fonds James Hazen Hyde, 5 000 livres constituant la bibliothèque d’un collectionneur des quatre parties du Monde
- le fonds André Vera, 130 livres d’architecture ancienne, d’art des jardins et de bibliophilie du début du XXe siècle
- 450 livres japonais des XVIIIe et XIXe siècles illustrés par Hokusaï, Hiroshige, Korin etc., et des recueils d’estampes du XIXe siècle.

Périodiques
2 800 titres de périodiques dont 200 abonnements.
La collection de périodiques de la bibliothèque des Arts décoratifs couvre de nombreux domaines : 
- Histoire de l'Art : Gazette des beaux-arts, Burlington magazine, Apollo…
- Architecture : L'Architecture d'aujourd'hui, AMC…
- Arts décoratifs : Art et décoration, La revue des Arts ménagers, Revue de la Céramique et du Verre, Mobilier et décoration…
- Design : Casabella', Domus
- Arts graphiques : Graphis, Étapes graphiques, Novum Gebrauchsgraphik…
- Mode : Vogue, Petit écho de la mode, Art Goût Beauté, Gazette du Bon Ton, Elle…

Les périodiques de la bibliothèque des Arts décoratifs sont répertoriés dans le catalogue du Sudoc.
Catalogues de ventes
60 000 catalogues de vente du XVIIIe siècle à nos jours.
Catalogues commerciaux
2 500 catalogues commerciaux dont 1 300 de grands magasins de la première moitié du XXe siècle, dans le domaine de la mode notamment, mais aussi des jouets et étrennes, du mobilier etc.
Collection iconographique Maciet
4 700 albums de la collection iconographique Maciet, du nom de son créateur, tapissent les murs de la salle de lecture. Cette collection unique au monde réunit selon une classification méthodique des milliers de gravures, photographies, lithographies et documents de toutes provenances.
La collection Maciet, qui s’est enrichie au long des années pour atteindre 4 700 volumes est désormais close mais ne constitue pas un fonds mort : encore très consultée, elle fait partie du plan de numérisation de la bibliothèque et constitue le point nodal des collections de  photographies, d’estampes, de chromos, de cartes postales, de catalogues commerciaux et de marques, de menus et d’étiquettes.
Collection de photographies
Une collection de photographies du XIXe siècle au début du XXe siècle dont l’un des fleurons est le fonds d’atelier du calotypiste Henri Le Secq (1818-1882) donné par son fils en 1905. Ce fonds comprend notamment des vues des monuments photographiés au cours de la Mission héliographique de 1851.
Un millier d'épreuves d’Eugène Atget retirées de la collection Maciet sont conservées en réserve. Elles ont, avec le fonds Le Secq, fait l’objet d’une campagne de numérisation et sont accessibles sur le site de la bibliothèque.
La collection Maciet a réuni des grands noms de la photographie du XIXe siècle désormais conservés en réserve, dont Séraphin-Médéric Mieusement, Louis-Émile Durandelle pour la France ; Félix Bonfils, les frères Abdullah, Pascal Sébah pour le voyage en Orient.

## Fonds particuliers
Fonds d’archives d’architecture intérieure et de décorateurs du XXe siècle
René Herbst, Marcel Gascoin, René-Jean Caillette, René-Georges Blanchard, André Monpoix, Jean Pascaud, Eric Raffy, La Gentilhommière, Pierre-Paul Montagnac, Dominique, Jean-Paul Jungmann, André Boll, Manera.
Fonds de manuscrits de chercheurs et d’historiens d’art
Alfred de Champeaux, Édouard Bénédictus, Henri Clouzot, Ernest de Ganay, Raymond_Kœchlin, Paul Cornu, Marguerite Charageat, Guillaume Janneau, Marquet de Vasselot, Claude Roger-Marx, Émile Peyre, Henry Vivarez.
Les dossiers de marques
Riche de plus de 2 000 documents dans le domaine de la mode principalement (collections françaises et étrangères de prêt-à-porter et de haute couture) mais également de la bijouterie et de la joaillerie, de la décoration intérieure, ce fonds vivant s’enrichit régulièrement grâce aux dons.
Ephemera
La bibliothèque des Arts décoratifs possède en marge de la collection iconographique Maciet, un fonds très important de documents dit Éphémères. De nature très variée, ils sont le témoignage d'une époque. Ce fonds n'est pas clos et s'enrichit régulièrement de nouveaux documents anciens ou modernes.
- chromos : Bon Marché, Chicorée Arlatte & Cie…
- buvards publicitaires : Liebig, Bébé Cadum…
- menus : privés, publicitaires, de paquebots, de banquets associatifs…
- étiquettes : vins, champagne, fromages…
- papiers d'emballage : papiers d'orange, papiers de sucre…
- cartes postales : commémoratives (Première Guerre mondiale), géographiques, thématiques (aviation, transport…)
- couvertures de partition
- cartes de vœux

## Catalogue informatisé
Une base de données bibliographiques riche de 240 000 notices et 200 000 images numérisées issues de la collection Maciet et du fonds photographique.

## Donateurs
- Jules Maciet, James Hazen Hyde, Émile Peyre, Robert Lebaudy, Marguerite Charageat, Guillaume Janneau, Henri Vivarez.

#### Sur la bibliothèque des Arts Décoratifs
- Bibliothèque des arts décoratifs, Geneviève Bonté, Chantal Bouchon, Josiane Sartre, in : « Patrimoine des bibliothèques de France : un guide des régions. Volume I, Île-de-France », Payot/Ministère de la Culture, 1995, p.160-167
- The Bibliothèque des Arts décoratifs in Paris, 1864-1904-2004, Béatrice Krikorian, in : « Art libraries journal »,, vol. 29, n° 3, 2004, p. 10-14
- La Bibliothèque des Arts Décoratifs de Paris et l'art sacré, Congrès d'Angers, 1991, Paris, Association Biblioth. Ecclés. de France, 1992, in : « Bulletin de liaison de l'Association des bibliothèques ecclésiastiques de France », octobre 1992, n°88, p. 9-16
- La Bibliothèque de l'Union centrale des Arts Décoratifs, Paul Ratouis de Limay, in : « L'Information culturelle artistique », n° 4, sept-octobre 1956, p. 124-129
- La bibliothèque de l'Union Centrale des Arts Décoratifs : son but, son développement, ses différents fonds, Paul Ratouis de Limay, in : « Le dessin », n° 4, oct. 1939
- Les bibliothèques d’arts de Paris, Paul Cornu, in : « Association des Bibliothécaires Français. Bibliothèques, livres et librairies. Conférences faites à l’École des Hautes Études Sociales », 1913

#### Sur la collection Maciet et les fonds particuliers
- Le vertige des images : la collection Maciet, Jérôme Coignard, Paris, Union centrale des arts décoratifs, Le Passage, 2002
- Le cabinet des merveilles de Monsieur Maciet : écriture et imprimerie, exposition, 18 septembre-13 novembre [2004], Paris, Bibliothèque des arts décoratifs, textes de Josiane Sartre, Guillemette Delaporte, Yann Onfroy, Lysiane Allinieu, Laure Haberschill, Béatrice Krikorian et Jérôme Coignard, Paris, Fédération française pour la coopération des bibliothèques, des métiers du livre et de la documentation, 2004, Collection (Re)Découvertes, n°82
- Les menus de la Bibliothèque des arts décoratifs : une collection iconographique exceptionnelle, Guillemette Delaporte, in : « Le patrimoine passe à table : actes du colloque de Roanne, 28 et 29 septembre 2000 », colloque organisé par l'Agence Rhône-Alpes pour le livre et la documentation (ARALD), la Fédération française pour la coopération des bibliothèques, des métiers du livre et de la documentation (FFCB), la Médiathèque de Roanne, Annecy, ARALD ; Paris, FFCB ; Roanne, Médiathèque de Roanne, 2001
- L’éclectisme au menu, Lysiane Allinieu-Thévenin, in : « Potage tortue, buisson d’écrevisses et bombe glacée… Histoire(s) de menus », Paris, Agnès Viénot éditions, 2011